# 京華證券
京華證券是過去曾經存在於台灣的證券公司，已經於2000年8月與元大證券合併為元大京華證券（現為元大證券）。

## 歷史
京華證券由沈慶京的「威京集團」發起成立，於1988年9月14日開始營業，股票於1996年4月6日上櫃。
1993年成為分公司數量第四多的券商，1999年市場佔有率排全台灣第三。
1999年，由於威京集團轉投資過多，決定精簡集團業務，故決定與市場佔有率第一的「元大證券」合併，為台灣第一個兩家上櫃證券公司的合併案；兩家公司於2000年8月完成合併，合併後以元大證券為存續公司，並更名為元大京華證券。